# Mlýnský potok (Nivní potok)
Der Mlýnský potok (deutsch: Mühlbach) ist ein 3,4 km langer, linker Zufluss des Natschbaches in der Gemeinde Třemešné in Tschechien.

## Verlauf
Der Mlýnský potok entspringt aus einigen Weihern am Südrand von Nová Ves pod Přimdou (deutsch: Neudorf).
Das Dorf Nová Ves und die Quellen des Mlýnský potok befinden sich am Westhang des 698 m hohen Planina.
Der Mlýnský potok fließt in südwestlicher Richtung am Westhang des 606 m hohen Lísková entlang.
Hier trifft er bei der Wüstung Mlýnské Domky (deutsch: Mühlhäusel) auf einige Weiher, aus denen ihm von links ein unbenannter Bach zufließt.
Nun ändert der Mlýnský potok seine Fließrichtung mehr und mehr nach Westen.
Er nimmt zwei weitere längere unbenannte Bäche von links auf
Dann unterquert er die Landstraße 198 und mündet nach weiteren 250 m in den Nivní potok (deutsch: Natschbach).